# Isla Gardner de Española
La Isla Gardner de Española o Isla Gadner por Española es un el nombre que recibe un islote en el océano Pacífico que pertenece al archipiélago de las Islas Galápagos y al parque nacional del mismo nombre. Se encuentra cerca de la isla mucho más grande de "Española" y no debe ser confundida con otro islote del mismo nombre la Isla Gardner de Floreana. Posee una superficie de 58 hectáreas equivalentes a 0,58 kilómetros cuadrados y está a 132 kilómetros del centro del archipiélago. En la isla se realizan actividades como el buceo y destaca la presencia de una cueva con lobos marinos.